# مسلاته
مْسَلّاتَة (نام دیگر قُصبة) شهری است در شمال غربی لیبی در فاصلهٔ ۱۳۰ کیلومتری خاور طرابلس.
این شهر سنتاً از کانون‌های دروس اسلامی بوده‌است. مسلاته همچنین به‌خاطر کشتزارهای زیتون و تولید روغن زیتون خود معروف است.
این شهر در عرض '37 °32 شمالی و طول '0 °14 شرقی و در ارتفاع ۱۹۸ متر از سطح دریا واقع شده‌است. جمعیت آن در حدود ۱۳۹۰۰ نفر است.

## نام‌گذاری
در مورد ریشهٔ نام مسلاته دیدگاه‌ها گوناگون است ولی بسیاری بر این باورند که این نام دیگرگون‌شدهٔ جمع واژهٔ عربی مسلة یعنی مسلات است. مسلة در عربی به معنای میل‌سنگ است.
در ۲۲ روستا در این ناحیه، سازه‌هایی عمودی به شکل میل‌سنگ دیده می‌شود.